# Raven Saunders
Raven Saunders (født 15. maj 1996) er en amerikansk atlet, der konkurrerer i kuglestød.
Hun repræsenterede USA under sommer-OL 2016 i Rio de Janeiro, hvor hun blev nummer fem i kuglestød.
Hun var sølvmedaljevinder i kuglestød ved OL i Tokyo 2020 og kastede en afstand på 19,79 m.